# 浆果苋属
浆果苋属（学名：Cladostachys）是苋科下的一个属，为披散或攀援状灌木植物。该属共有7－8种，分布于马达加斯加。